# Paul Ginhac
Paul Ginhac (Mazel-Serverette, 3 marzo 1824 – Castres, 10 gennaio 1895) è stato un gesuita francese.

## Biografia
Dopo una giovinezza libera e vivace, nel 1843 decise di abbracciare la vita religiosa nella Compagnia di Gesù dopo aver assistito alla processione conclusiva di una missione a Mende.
Entrò in noviziato ad Avignone e trascorse un periodo di formazione a Ben Aknoun, in Algeria, dove attese alla cura degli orfani. Rientrato in patria, fu ordinato prete il 18 dicembre 1852. Fu maestro dei novizi a Vals-près-le-Puy, rettore a Tolosa e istruttore dei terzo anno di probazione a Castres.
Fu direttore spirituale di Louis-Gaston de Sonis, di Richard Friedl, di Émilie d'Oultremont (fondatrice della Società di Maria Riparatrice), e di Maria Teresa de Soubiran La Louvière, fondatrice delle suore di Maria Ausiliatrice.
Caduto malato nel 1894, morì in concetto di santità nel 1895; l'introduzione della sua causa di beatificazione presso la Congregazione dei riti si ebbe il 27 febbraio 1924.